# Roodstreepbarbeel
De roodstreepbarbeel (Parupeneus rubescens) is een straalvinnige vissensoort uit de familie van de zeebarbelen (Mullidae).
De wetenschappelijke naam van de soort is voor het eerst geldig gepubliceerd in 1801 door Bernard Germain de Lacépède.